# 4042 Okhotsk
4042 Okhotsk (1989 AT1) là một tiểu hành tinh vành đai chính được phát hiện ngày 15 tháng 1 năm 1989 bởi Kin Endate và Kazuro Watanabe ở Đài thiên văn Kitami.